# Nemenčinė

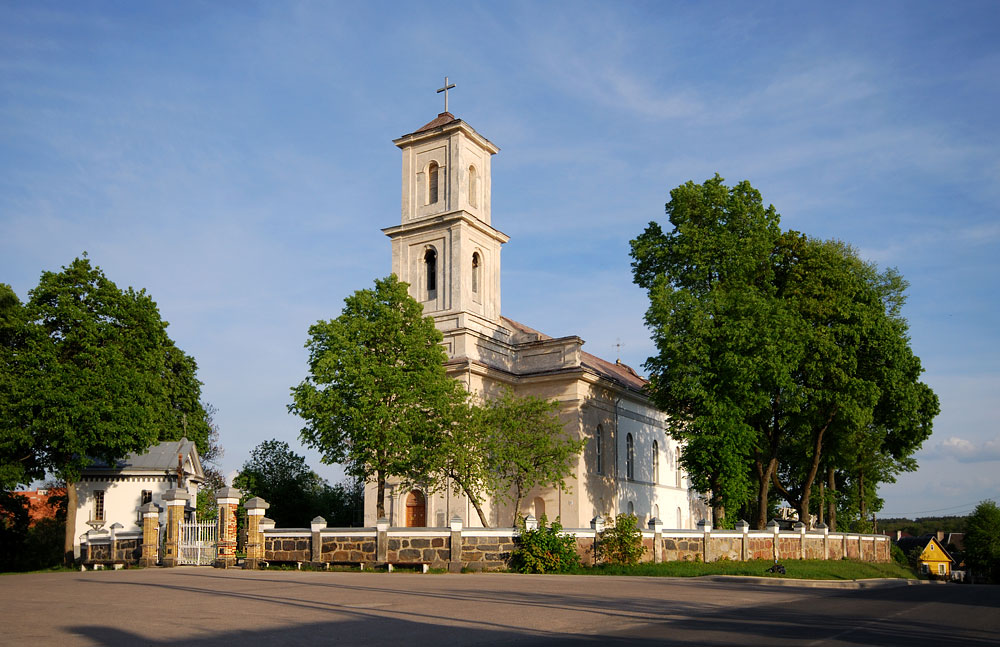
Nemenčinė, Pfarrkirche

Nemenčinė (polnisch Niemenczyn, deutsch Nementschine) ist eine Stadt im Osten Litauens mit rund 5.000 Einwohnern. Sie ist Zentrum eines Amtsbezirkes innerhalb der Gemeinde Vilnius im gleichnamigen Distrikt und liegt am rechten Ufer der Neris.
Nahe des Ortes wurde ein Wald gepflanzt, der den aus der Luft sichtbaren Satz Žalgiris 600 bildet – an die Schlacht von Grunwald erinnernd.
Der Name Nemenčinė leitet sich von einem litauischen Wort ab, das sich auf den Fluss Nemenčia bezieht. Andere Versionen des Namens sind Niemenczyn auf Polnisch, Неменчын auf Belarussisch, Неменчине (oder Нямянчине) auf Russisch, Nementschine auf Deutsch und Nementchin (נעמענטשין) auf Jiddisch.

## Geschichte
In Nemenčinė standen im 10. bis 14. Jahrhundert eine litauische Holzburg und der Burghügel. Die Siedlung begann sich um die Burg herum zu entwickeln. 1387, nach der Christianisierung Litauens, gründete Jogaila die erste christliche Gemeinde in Nemenčinė. Er ließ eine Kirche bauen. Die katholische Pfarrkirche der Stadt ist dem heiligen Michael geweiht, der auch auf dem Stadtwappen zu sehen ist.
In einer Urkunde von 1434 wird Nemenčinė als besitz voin Andrius Sakaitis erwähnt, einer der einflussreichsten litauischen Adelsfamilien während der Herrschaft des Großfürsten von Litauen Kasimir IV.
1554 erhielt Nemenčinė nach der Wolok-Reform die Stadtrechte.
1613 wurde die Stadt auf der Karte des Großherzogtums Litauen – Magni Ducatus Lithuaniae, et Regionum Adiacentium exacta Descriptio – eingezeichnet, die in Amsterdam gedruckt und vom litauischen Magnaten Mikalojus Kristupas Radvila Našlaitėlis finanziert wurde.
1941 erschossen örtliche Nazi-Kollaborateure eines Rollkommandos (litauisch: Hamanno skrajojantis būrys) des 28-jährigen SS-Obersturmführers Joachim Hamann 403 Juden der Stadt: 128 Männer, 186 Frauen und 99 Kinder. 1971 wurde an der Hinrichtungsstätte ein Denkmal errichtet.
In Nemenčinė begannen am 27. Juni 1941 auf dem Garagenhof der Genossenschaft Lietūkis am Vytautas Prospekt die Massaker an letztlich rund 200.000 Juden Litauens. Von diesen erlebten noch 9000 bis 10.000 in ganz Europa verstreut, den Tag der Befreiung am 8. Mai 1945.
Durch die fotografische Dokumentation durch einen Wehrmachtssoldaten fanden die Zeugnisse der entfesselten Brutalität und Grausamkeit weltweite Verbreitung. Diese Bild-Evidenz löst bis heute in der litauischen Gesellschaft heftige Emotionen aus, sie belegt eindringlich und nicht zu leugnend die grausame Täterschaft und die gleichgültige Umgebung der Zuschauer des Verbrechens.

Die Bilder belegen, wie Menschen von bewaffneten Männern mit Eisenstangen erschlagen werden. Andere Aufnahmen zeigen Folterszenen. Die Bilder zeigen Männer während und nach der Tat – ein junger Mann, mit von Blut verschmiertem Stock in der Hand vor Leichenbergen, blickt ins Objektiv. Einige Täter tragen weiße Armbinden als Kennzeichen der »weißen Partisanen«.

In sowjetischen Geschichtswerken wurde der Pogrom sehr detailliert geschildert.

Die Fotos fertigte ein deutscher Wehrmachtsfotograf an, der über einen Sonderausweis des Armeeoberkommando 16 verfügte. Wette: Karl Jäger, 213. Sein Bericht wurde abgedruckt in Klee, Ernst / Dressen, Willi / Rieß, Volker: Schöne Zeiten. Judenmord aus der Sicht der Täter und Gaffer. Frankfurt a. M. 1988, 38 f.

Die Fotos sind abgedruckt auf den Seiten 31, 33, 34.

Der Hinweis auf den deutschen Fotografen findet sich auch bei Shner-Neshamit: Jewish-Lithuanian Relations, 180, Fn. 6.

Die Bilder und der Bericht zu Lietūkis erschienen zuerst in der Zeitung Sovetskaja Litva vom 1. August 1946.

Im Buch »Hitlerinė okupacija Lietuvoje« und in der russischen Fassung in »Gitlerovskaja okkupacija Litvy« (Vilnius 1966) wird der Lietūkis-Pogrom detailliert beschrieben. Siehe Gitlerovskaja okkupacija Litvy, 98.

Meir Elin beschreibt im 1966 veröffentlichten Buch über das Neunte Fort in Kaunas gleichfalls das Geschehen in Lietūkis. Elinas: Mirties fortuose, 16. Das Geschehen in Lietūkis wird auch im Quellenband Masinės žudynės Lietuvoje, Bd. 1, 11 dargestellt.

Die fotografischen Zeugnisse vom Lietūkis -Massaker wurden auch in Lietuvos Partizanai. Vilnius 1967, 49 veröffentlicht.

Die Bilder wurden auch in der Enzyklopädie Yahadut Lita/Lithuanian Jewry, vol. 4 (1984) abgedruckt.

Im Yad Vashem-Archiv werden Fotografien des Lietūkis-Pogroms aufbewahrt, ebenso Bilder vom historischen Ort, der heute ein Gymnasium ist.
Beschrieben wird das Geschehen auch in der Erinnerungsschrift von Yehiel Damba, eines nach Israel emigrierten jüdischen Überlebenden, der aus dem Graben, in dem er sterben sollte, floh.

## Nemenčinė als Teilstandort der Litauen-Brigade der deutschen Bundeswehr
Der deutsche Verteidigungsminister Boris Pistorius und sein litauischer Amtskollege Laurynas Kasciunas vereinbarten, erste Kräfte der Litauen-Brigade der deutschen Bundeswehr ab 2025 in Nemencine und Rokantiskes zu stationieren.

## Ethnische Zusammensetzung von Nemenčinė
Bevölkerung im Jahre 2011: 5054

Polen 56,5 % (2858)

Litauer 27,1 % (1368)

Russen 9,2 % (463)

Belarussen 3,6 % (183)

Ukrainer 0,9 % (43)

Andere 2,4 % (120)

Bevölkerung im Jahre 2021: 4831

Polen 55,7 % (2690)

Litauer 29,1 % (1407)

Russen 8,1 % (391)

Belarussen 2,9 % (138)

Ukrainer 0,8 % (38)

Andere 3,3 % (160)

## Städtepartnerschaft
Seit dem 5. Mai 1995 ist Nemenčinė Partnerstadt von Roßlau (Elbe), das mittlerweile ein Stadtteil von Dessau-Roßlau ist.

## In Nemenčinė geboren
- Miro Ritskiavitchius (* 1964), deutsche Handballspielerin litauischer Herkunft